# Stolnica v Pienzi
Sostolnica v Pienzi (italijansko Duomo di Pienza; Concattedrale di Santa Maria Assunta) je rimskokatoliška stolnica, posvečena Marijinemu vnebovzetju v Pienzi v pokrajini Siena v Italiji.
Od škofovskega sedeža škofije Pienza, nato pa škofije Chiusi-Pienza, je postala sostolnica v škofiji Montepulciano-Chiusi-Pienza.

## Lega
Cerkev stoji na glavnem trgu Pija II. v starem mestnem jedru Pienze med palačo Vescovile, tj. škofovsko palačo na levi in palačo Piccolomini na desni. Skupina treh stavb se naslanja druga na drugo, pri čemer ima fasada stolnice prevladujoč učinek  in na splošno velja za plemenito.

## Zgodovina in gradnja
Sostolnica je ena od številnih stavb, s katerimi je papež Pij II., do izvolitve Enea Silvia Piccolomini, želel svoje rodno mesto Corsignano spremeniti v idealno renesančno mesto. Glavni graditelj je bil florentinski arhitekt Bernardo Rossellino. Sostolnica je bila zgrajena - tako kot druge stavbe skupine - od 1459 do 1462.  Ker na južni strani trga, kjer je bila zgrajena sostolnica, ni bilo na voljo dovolj naravnih gradbenih površin, so zgradili podkonstrukcije, da bi lahko sezidali kor, kar se je kasneje izkazalo za cerkev. Posebnost je bila, da je papež Rossellinu izrecno naročil gradnjo dvoranske cerkve. Piccolomini je verjetno poznal tovrstno gradnjo v času, ko je bil sekretar Friderika III. v Avstriji in južni Nemčiji. Po zaključku leta 1462, 29. avgusta, je bila stavba posvečena in postala škofijska. Dokončanje notranje opreme je trajalo do leta 1464.

## Fasada
Fasada je triosna in dvonadstropna, glavni delilni element so štirje ogromni pilastri v osnovi toskanskega reda. Fasada reproducira notranjo strukturo stavbe, kolikor se slepe ločne arkade med pilastri končajo na isti višini. Stebri, ki uokvirjajo portal in dva druga stranska vhoda z ločnimi segmentnimi loki nad njimi, sledijo zgledom podeželske toskanske arhitekture, stebri, ki jih uokvirjajo v kleti, sledijo jonskemu redu, tisti v zgornjem nadstropju pa korintskemu redu. Položaj stebrov na fasadi je Rossellino prevzel od svojega učitelja v arhitekturi Leona Battiste Albertija. V stranske osi so vstavljene edikulne niše, element florentinske protorenesanse. Notranji pilastri potekajo skozi trikotni zatrep, ki zapira fasado, v srednjem delu tega pa je vstavljen Piccolominijev papežev grb.

## Notranjost in oprema
Osnovna zgradba cerkve je dvoranska cerkev, zato ima tri ladje z enako visokimi oboki; enako velja za transept. Sam prostor je renesančna konstrukcija, vendar vseeno vsebuje številne gotske gradbene elemente, tako da vtis občasno spominja na gotsko angleško stolnico. Snopni stebri, ki podpirajo arkadne in banjaste oboke, imajo svojevrstne kapitele, ki ne prihajajo iz gotske arhitekture. Kako malo je Rossellino poznal zapletena pravila gotske gradnje, kažejo tudi podolgovata obzidja pod oboki, ki so pravzaprav gotska v stranskih ladjah. Primerljiv položaj najdemo le v transeptu stolnice v Sieni.
Petkotna glavna ladja cerkve se konča v korni kapeli, stranski kapeli sta, tudi tokrat po gotskih vzorcih, odmaknjeni za 45 stopinj. Omenjene podkonstrukcije so bile škodljive, saj so se naselile skozi stoletja. Zato so stebri kora nagnjeni za nekaj stopinj navzdol proti jugu v primerjavi s tistimi v glavni ladji in jih je bilo treba okrepiti. Koničasta obokana okna s svojimi krogovičji sledijo gotskim vzorcem.
Oprema prikazuje razlike med posameznimi umetniškimi šolami tistega časa. Medtem ko je Pij II. za kiparstvo raje imel Rossellinovo delavnico, so naročila za slike oltarnih del prejemali sienski umetniki. V cerkvi so številne oltarne slike pomembnih umetnikov Quattrocenta, kot so Vecchietta, Sano di Pietro, Matteo di Giovanni, Giovanni di Paolo in Stefano di Giovanni Sassetta. Še vedno so delali v 'gotskem slogu' Trecenta.